# Ashels
Ashels zijn een Vlaamse folkgroep die begin jaren tachtig ontstond. Ze spelen dansbare folk (zoals op Boombals), met een collectie instrumenten waarvan een aantal de traditionele muziek overstijgen. Voor luisterconcerten hebben ze een apart repertoire. Twee broers en twee neven zijn samen zowat 30 jaar muzikaal actief. Zij vormden de ruggengraat van een folkgroep die in variërende bezetting de folkscene in Vlaanderen mee gestalte gaf. De variatie van de muziek, afgewisseld met zang, het bespelen van de verschillende instrumenten gecombineerd met humor en allerlei muzikale wetenswaardigheden maakt elk optreden apart en zeer aantrekkelijk.
Sinds 2006 draait Ashels mee in het Boombalcircuit en is de groep daardoor regelmatig te zien op optredens waar dansen centraal staat.
Naast optredens op festivals in België (met onder andere Festival Dranouter, Winterfolk AB Brussel, Feestival te Gooik, Na Fir Bolg en Folk in Ro) stond Ashels ook op de planken in Nederland, Duitsland, Frankrijk en toerden ze in 1998 door Slovenië.

## Groepsnaam
Ashel betekent in het Aalsters dialect ofwel "vreemd en grappig persoon" ofwel "een bussel gestapeld rechtopstaand sprokkelhout".

## Discografie
- 2020: Circus Terra
- 2008: Mirage
- 2005: Minnelusten
- 1999: Galeria
- 1995: Hier en nu...